# 第開特縣 (田納西州)
第開特縣（英語：Decatur County）是美國田納西州西部的一個縣。面積893平方公里。根據美國2000年人口普查，共有人口11,731人。縣治迪卡特維爾（Decaturville）。
第開特縣成立於1845年11月。本縣紀念1812 年戰爭英雄史提芬·迪卡特 (Stephen Decatur)。

## 人口統計

2000 年人口統計的年齡數據